# Suctobelbella similidentata
Suctobelbella similidentata är en kvalsterart som beskrevs av Sandór Mahunka 1983. Suctobelbella similidentata ingår i släktet Suctobelbella och familjen Suctobelbidae. Inga underarter finns listade i Catalogue of Life.